# George Eastman House
The George Eastman House, også kaldet George Eastman Museum (fulde navn: George Eastman House International Museum of Photography og Film) er et museum dedikeret til fotografi og film og George Eastman, grundlægger af Eastman Kodak Company. Museet ligger i Eastmans tidligere hjem i Rochester, New York.
Stort set alle større fotografer, der er dukket op i de sidste 50 år er repræsenteret, selvom de skiftende realiteter på den fotografiske marked har dikteret en større selektivitet i erhvervelse af værker end nogensinde før. Bemærkelsesværdige moderne fotografer omfatter Steve McCurry, Robert Frank, James Nachtwey, Sebastião Salgado eller Manuel Rivera-Ortiz.